# Schäre

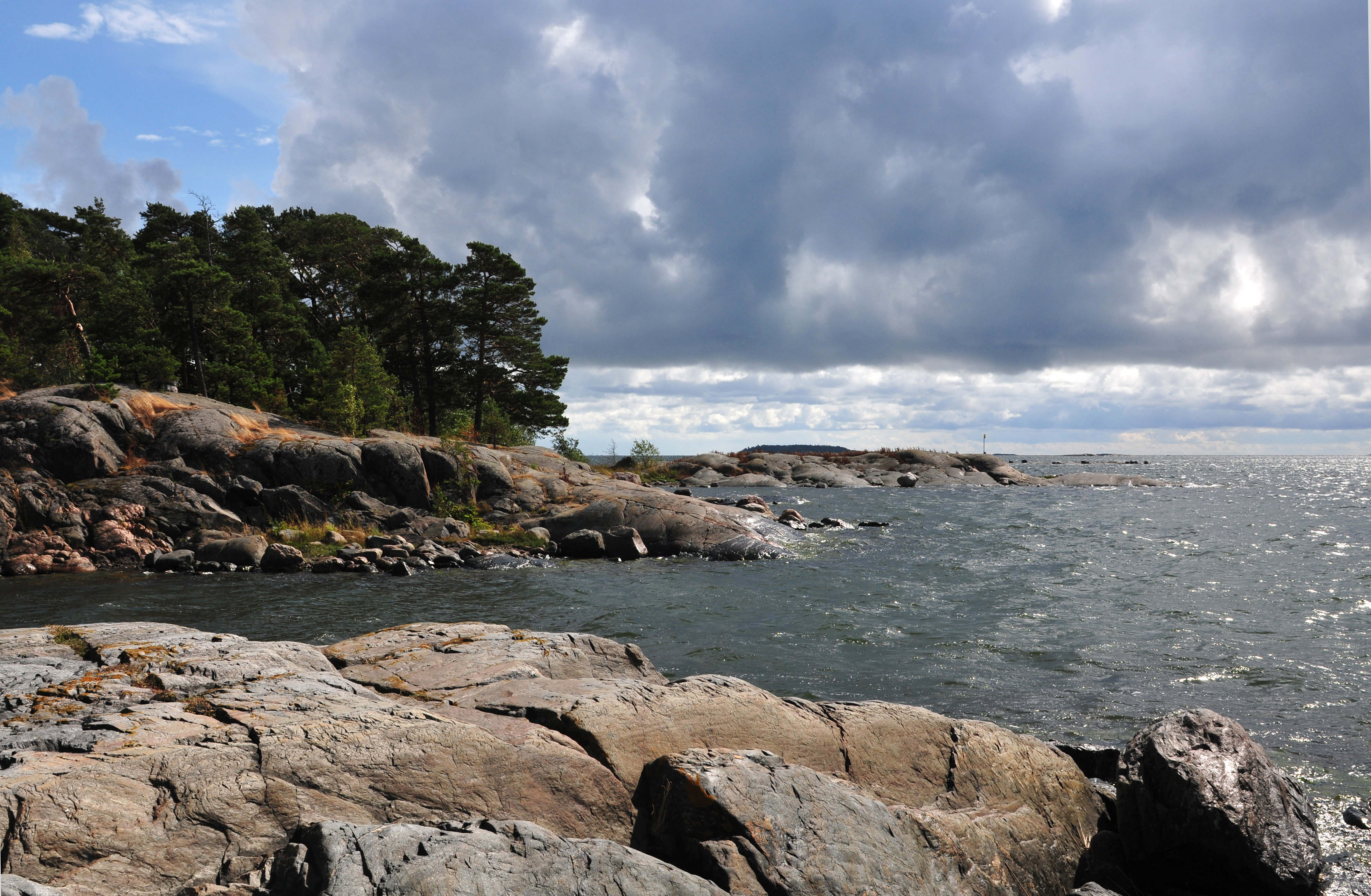
Schäre Kalliosaari in Helsinki

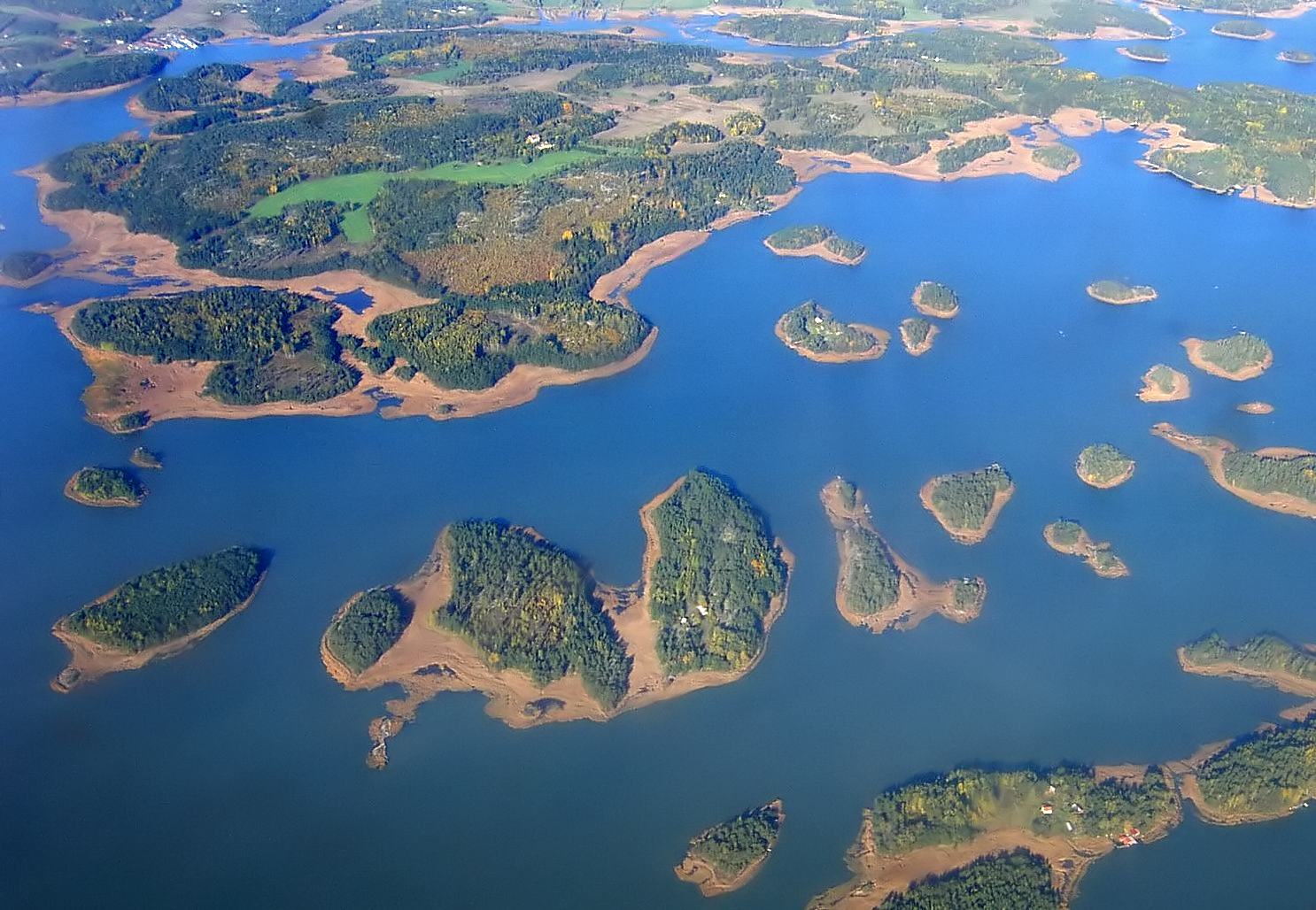
Im Schärenmeer vor Naantali

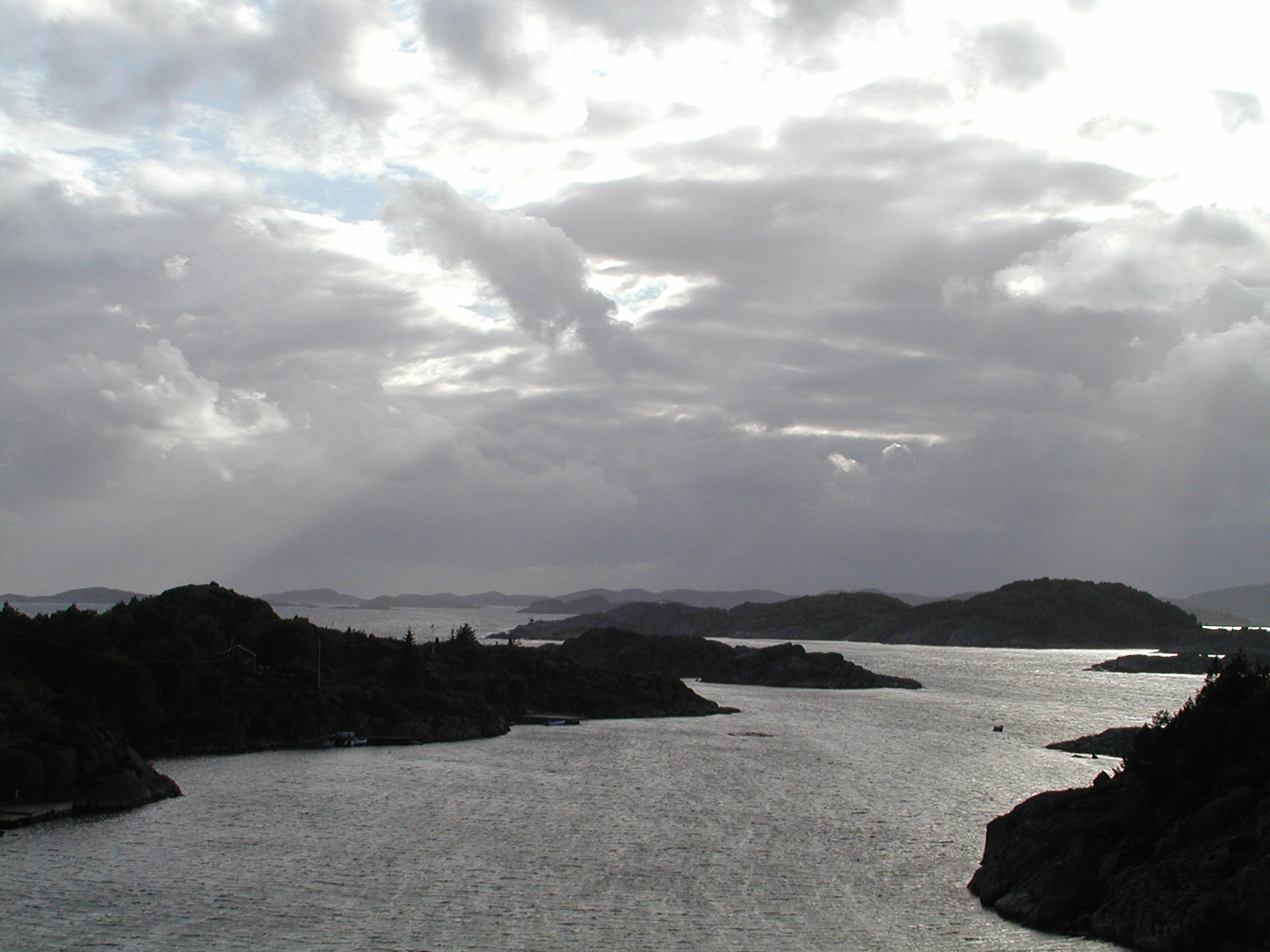
Schärenküste in Südnorwegen

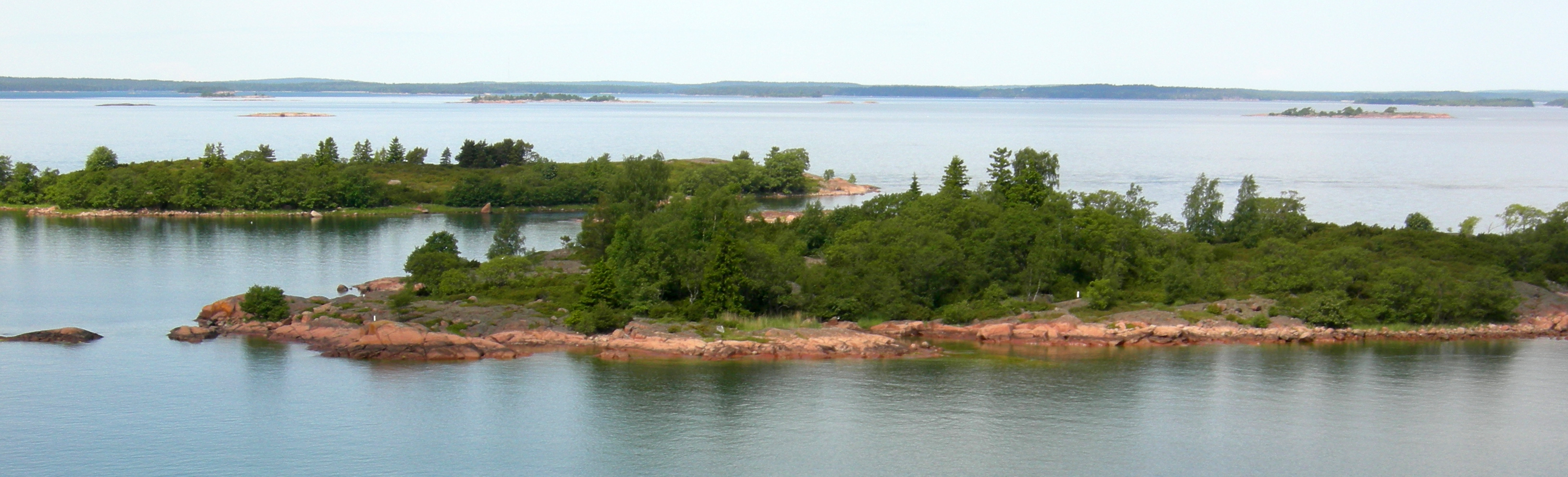
Schären der Inselgruppe Åland

Eine Schäre (schwedisch skär; norwegisch skjær oder skjer; isländisch sker – alle aus dem altnordischen sker) ist eine kleine felsige Insel, die durch Eiszeiten entstand. Das von Skandinavien und Nordamerika ausgehende Inlandeis überströmte und schliff die darunterliegenden Gesteinsmassen. So bildete sich ihre flache, abgerundete Form. Nach Rückgang des Eisschildes stiegen die geschliffenen Felsen im Zuge der postglazialen Landhebung auf und bildeten Inseln. Schären können wenige Quadratmeter bis einige Quadratkilometer groß sein.
Schären kommen vor allem in Skandinavien und Kanada vor. Häufig bilden sie Gruppen aus vielen Hunderten einzelnen Inseln. Wegen der Vorstellung, man habe einen der Landmasse vorgelagerten „Hof“ mit Inseln vor sich, heißt dieses Phänomen in den nordeuropäischen Sprachen skärgård (Schwedisch), skærgård (Dänisch) usw. Der Wortbestandteil -gård („Hof“) ist englisch yard („Hof“) und deutsch Garten verwandt. Das führte zur deutschen Bezeichnung Schärengarten.
Wissenschaftlich betrachtet (siehe Geomorphologie) gehören die Schären zusammen mit den größeren, jedoch üppiger bewachsenen Holmen zu den Rundhöckern. Ebenso wie die Schärenküsten (auch Fjärdenküsten) entstanden auch die Fjorde während der Eiszeiten. Mit dem Abschmelzen der Eismassen tauchten die vom Gewicht des Eises befreiten Gesteinsmassen in Form von vielen kleinen Inseln erst in den letzten 10.000 Jahren aus dem Meer auf. Auch heute hebt sich das Land noch, so dass die Inseln weiter wachsen.
Ausgedehnte europäische Schärenlandschaften gibt es an den Küsten Norwegens, Schwedens (Stockholmer Schärengarten und Göteborger Schärengarten) und Finnlands (Schärenmeer vor Turku) sowie in größeren Seen dieser Länder (z. B. Mälaren, Vänern). Hier sind die größeren Inseln oft bewohnt. Außerhalb Europas finden sich Schärenlandschaften vor allem an der Atlantikküste Kanadas und an der Hudson Bay (Nordkanada). Schären erheben sich selten mehr als 50 Meter über das Meer und sind je nach Lage, Klima und Windverhältnissen mit Gras, Büschen oder niedrigen Bäumen bewachsen. Auf der Festlandseite der Schärenlandschaften befinden sich oft geschützte Häfen und Fahrwasser, jedoch ist die Navigation dort infolge vieler Untiefen oft anspruchsvoll.